# Cosa étrusque

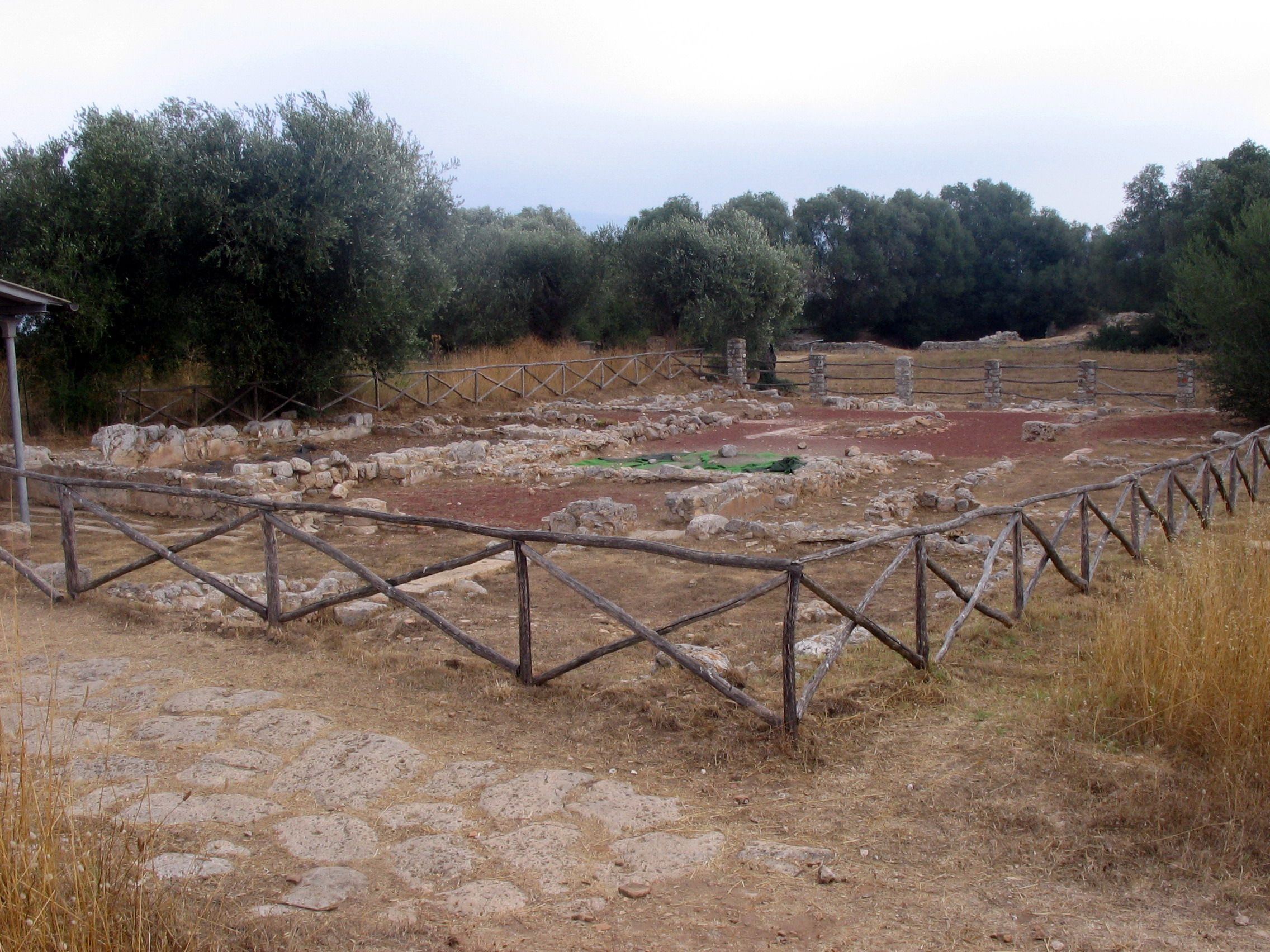
Un des sites de fouilles.

Cosa  est  un site archéologique étrusque  près d'Orbetello, en Maremme grossetane (Italie).
Ce site est celui d'une ville étrusque citée par Strabon,  Virgile et Rutilius (Cossa ou Cossae pour les latinistes, et placée sur l'éperon rocheux d'Ansedonia pour les lettrés médiévaux), qui devint ensuite une colonie romaine.
En 1950, Emeline Hill Richardson, une étruscologue américaine qui avait obtenu une bourse de formation à l'Académie américaine de Rome, y effectua des fouilles.
Le site est caractéristique, entre autres, par :
- le Spacco della regina (une anfractuosité naturelle dans la roche traçant une via Cava chère aux étrusques)
- la Torre della Tagliata
- le temple de Jupiter
- le forum
- les Mura di Cosa (fortifications du IIIe siècle av. J.-C.)

Certaines des pièces trouvées sur son site sont conservées au Musée archéologique national d'Ansedonia.